# Arrojadoa rhodantha
Arrojadoa rhodantha är en kaktusväxtart som först beskrevs av Robert Louis August Maximilian Gürke, och fick sitt nu gällande namn av Nathaniel Lord Britton och Joseph Nelson Rose. Arrojadoa rhodantha ingår i släktet Arrojadoa och familjen kaktusväxter. Inga underarter finns listade i Catalogue of Life.

## Bildgalleri

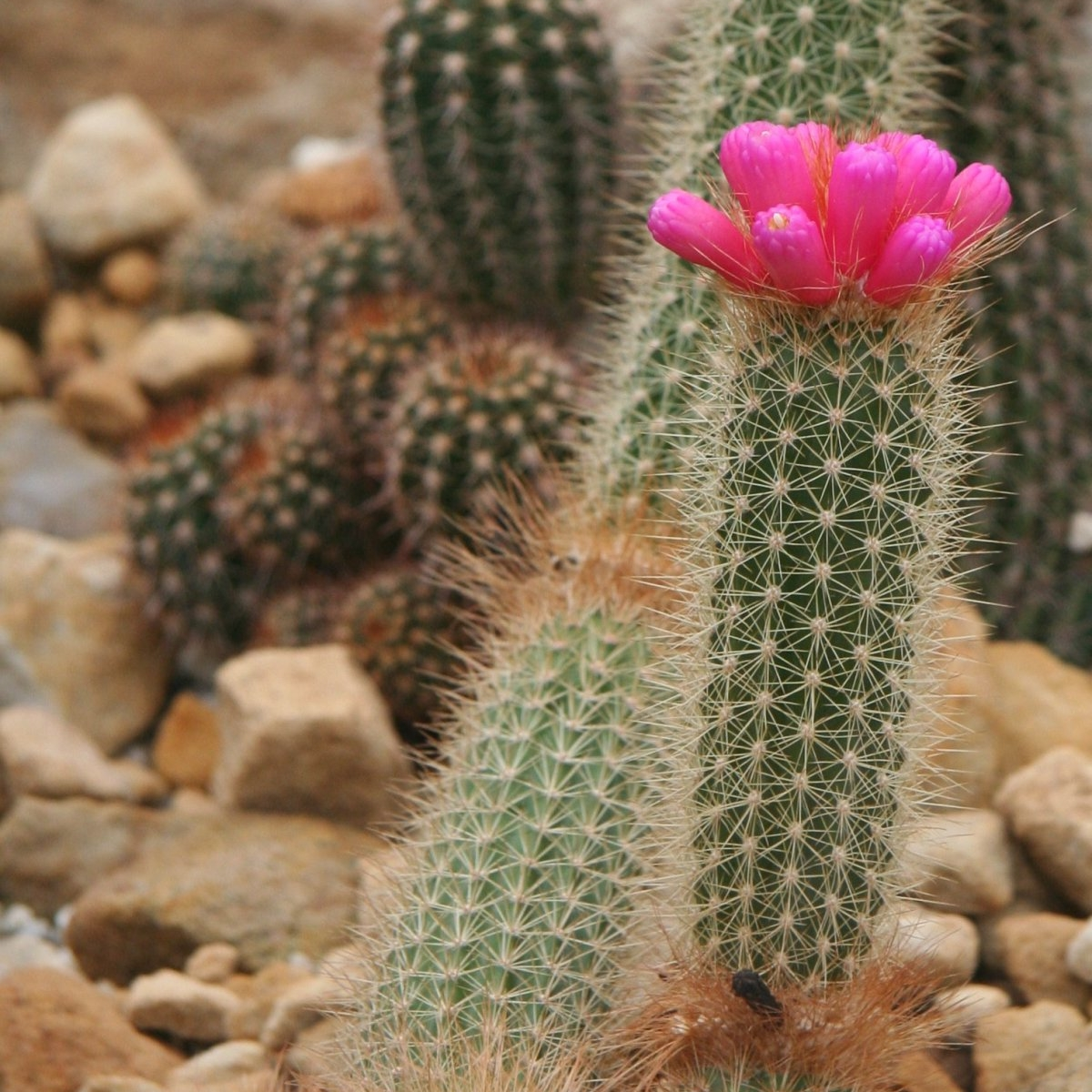
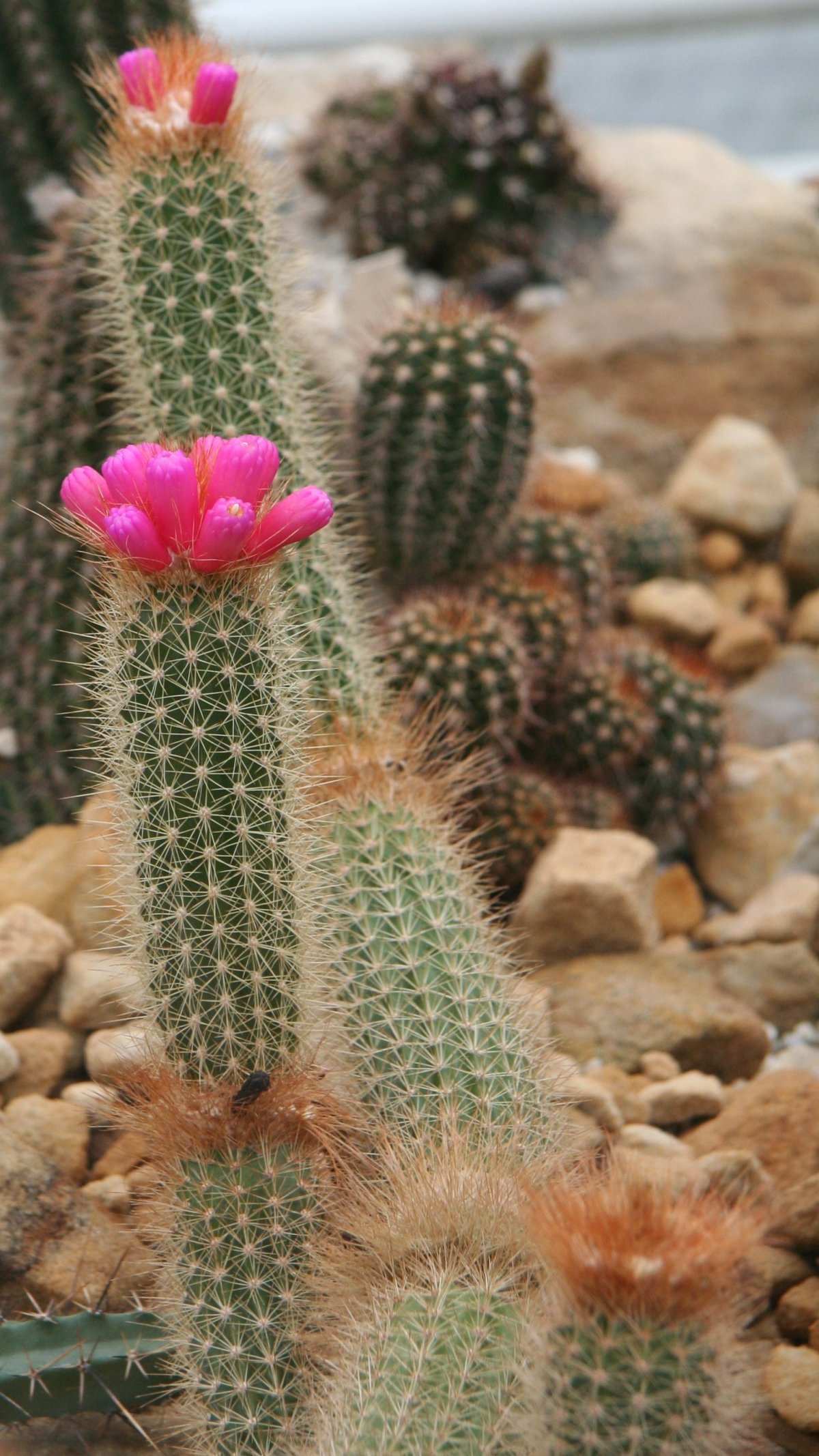
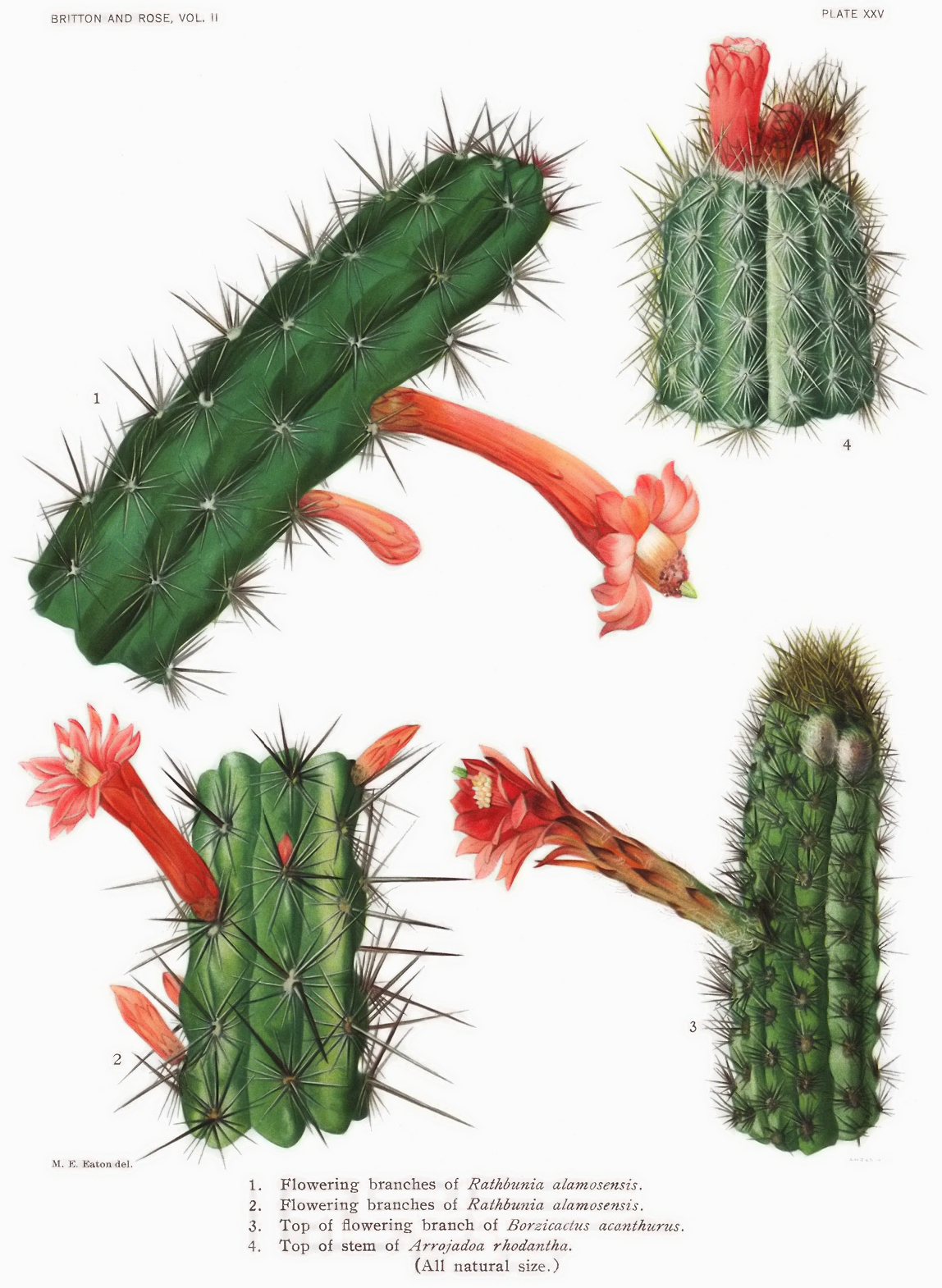
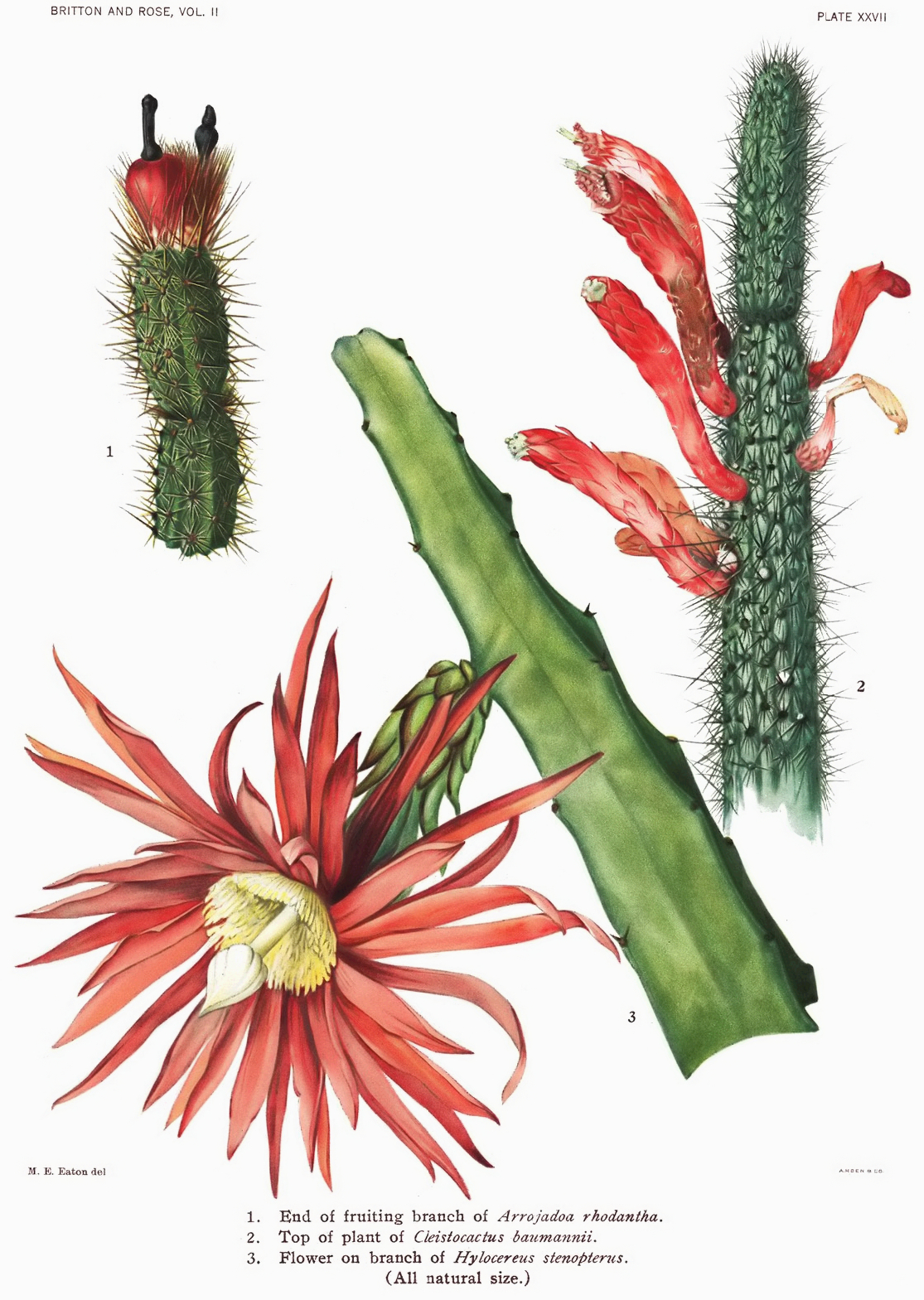
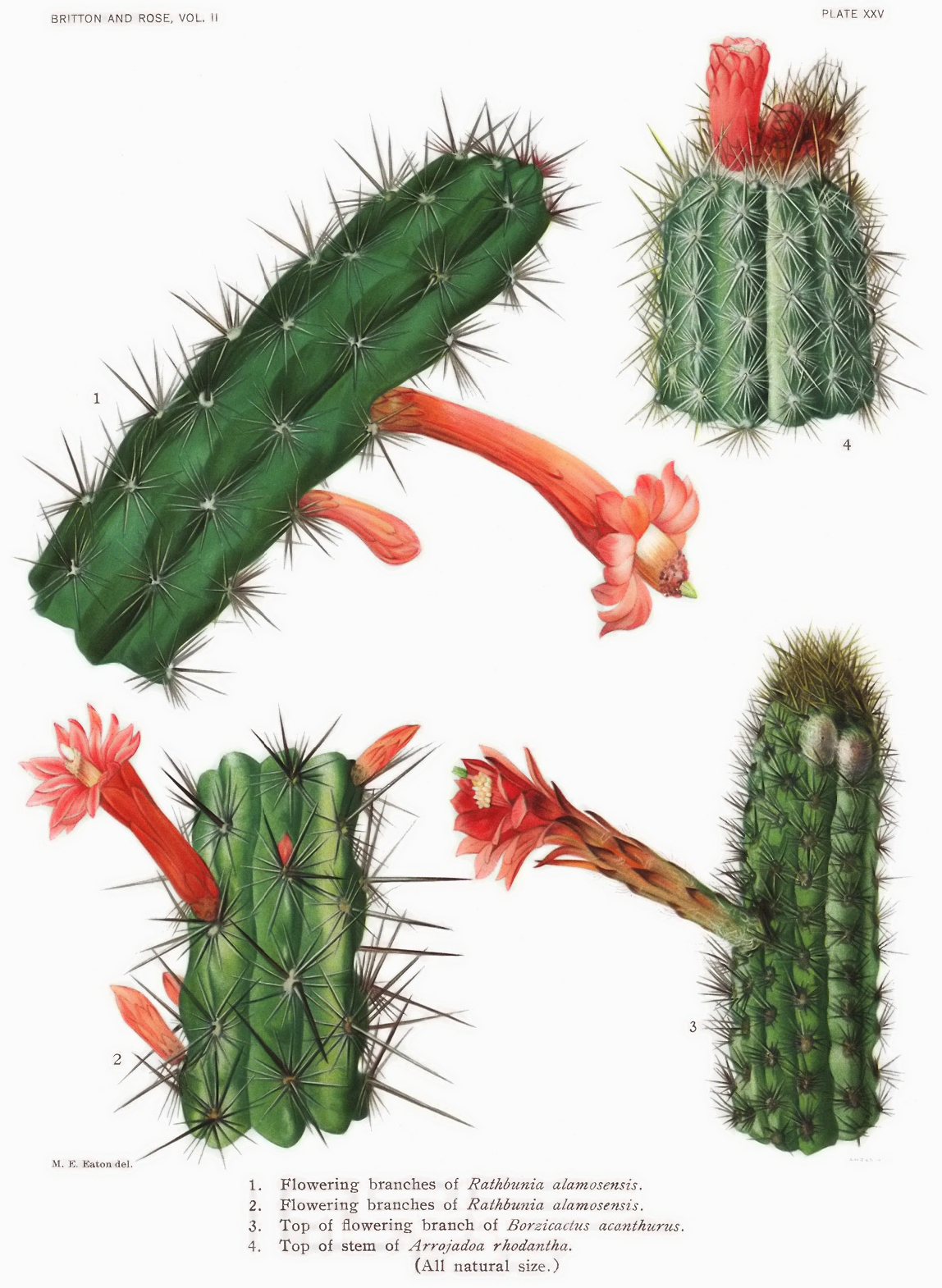
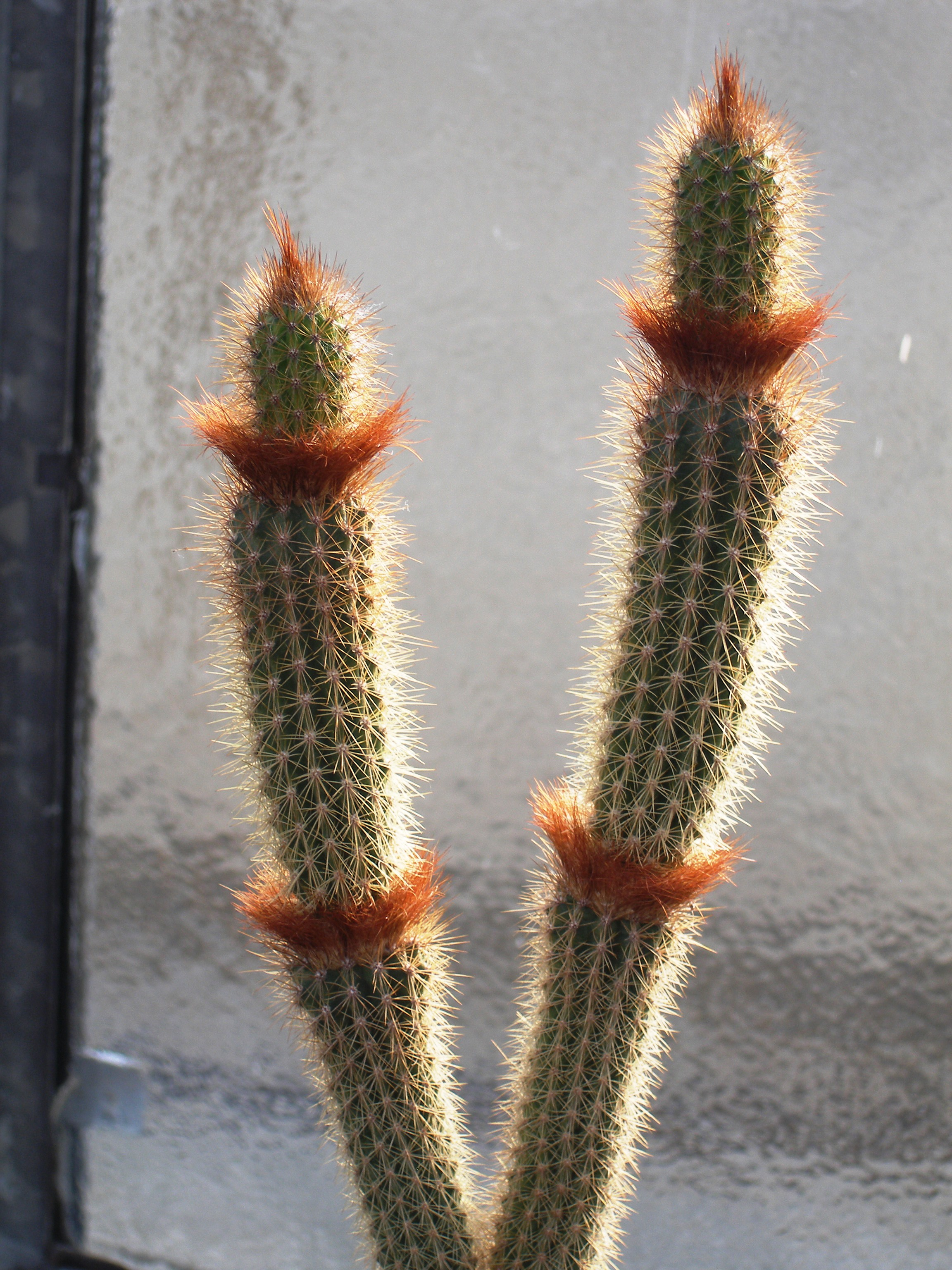